# Venecia (kommun i Colombia, Antioquia, lat 5,95, long -75,80)
Venecia är en kommun i Colombia.   Den ligger i departementet Antioquía, i den centrala delen av landet, 240 km nordväst om huvudstaden Bogotá. Antalet invånare är 13 419. Arean är 141 kvadratkilometer.
Terrängen i Venecia är bergig åt nordost, men åt sydväst är den kuperad.